# フィブリリン1
フィブリリン1（英: fibrillin-1）は、ヒトでは15番染色体に位置するFBN1遺伝子にコードされるタンパク質である。フィブリリン1は細胞外マトリックスに位置する巨大な糖タンパク質であり、直径10–12 nmのカルシウム結合性ミクロフィブリルの構造的構成要素として機能している。こうしたミクロフィブリルは、体中の弾性組織や非弾性結合組織の構造的支持を行っている。FBN1遺伝子の変異はさまざまな重症度のさまざまな表現型をもたらす場合があり、胎生致死、発生上の問題、マルファン症候群、そして一部のケースではマルケサーニ症候群の原因となりうる。

## 遺伝子
FBN1は65個のエクソンからなる約230 kbの長さの遺伝子で、プロフィブリリン（profibrillin）と呼ばれる2871アミノ酸長の前駆体タンパク質をコードしている。プロフィブリリンはフーリンによってC末端近傍で切断され、フィブリリンファミリーに属するフィブリリン1と、140アミノ酸からなるホルモンであるアスプロシンが形成される。

## タンパク質構造
フィブリリン1は、6つのシステイン残基を持つEGF様ドメインが47個、8つのシステイン残基を持つLTBP相同ドメインが7個、そしてプロリンリッチ領域から構成される。

## 胎児の心血管系の発生
FBN1遺伝子は、さまざまな胚発生プログラムに関与している。フィブリリン1から形成されるミクロフィブリルは、弾性・非弾性構造の双方に寄与する。心臓弁や大動脈の弾性線維の形成には、フィブリリン1（FBN-1）とフィブリリン2（FBN-2）の関与が必要である。FBN-1とFBN-2は、弾性線維の他の構成要素とともに、妊娠4週という早期から胚の半月弁で発現していることが示されている。これらの分子は相互作用して半月板の心室側の層の弾性線維を形成する。また、FBN-1とFBN-2は大動脈の弾性線維の発生にも重要である。胚発生の段階を過ぎるとFBN-2の発現は大きく低下するのに対し、FBN-1の発現は成体でも継続する。このことは、FBN-2が弾性線維の初期発生を指示し、FBN-1が成熟した弾性線維の構造的支持を行っているというモデルを支持している。
FBN1またはFBN2に変異が生じた場合、細胞外マトリックスへの損傷によって大規模な変形が生じる場合がある。マルファン症候群はFBN1遺伝子の変異を原因とする先天性疾患である。その結果、心血管構造など、体内のミクロフィブリルの奇形や脆弱化が生じ、弾性線維の脆弱化によって心臓弁や大動脈の耐久性や伸展性が損なわれる。このことは、マルファン症候群に大動脈瘤や僧帽弁逸脱症が広く付随することの説明となる。

## マルファン症候群
マルファン症候群（MFS）は、眼、心血管系、骨格系、皮膚、呼吸器、硬膜など全身の系の結合組織に影響が生じる常染色体優性遺伝疾患である。MFSは、約5000人に1人の割合で生じる。MFSの診断は単一の分子検査によって行われるのではなく、Ghent基準と呼ばれるスコアリングシステムに基づいて行われ、その診断は容易ではない。家族歴のない患者に対してMFSの診断を行うためには、2つの基準に合致していることが必要である。まず2種類の系で大基準を満たす異常がみられること、それに加えてもう1つの系で小基準を満たす異常がみられることで診断が下される。
MFSは遺伝的要因が大きい疾患であり、症例の80%が遺伝性である。残りの20%はde novo変異（親からの遺伝ではない、生殖細胞系列に新たに生じた変異）によるものである。MFSの患者は、細長い四肢や指趾、脊椎の弯曲（胸部の側弯症となることが多い）、関節の過伸展、漏斗胸、網膜剥離といった表現型を示す。新生児MFSなどの重症型はde novo変異を原因としていることが多い。典型的MFSの症状は通常は思春期やそれよりも後の段階で目立つようになり、初期段階で発症することは稀である。MFSで最も一般的な皮膚症状は皮膚伸展線条であり、線条は初期は赤く、続いて紫色に変化し、最終的には白色を呈する。皮膚の表皮は薄く扁平になり、上部の保護層の厚みは減少する。この症状は組織学的には、皮膚や弾性線維に平行に並んだまっすぐで細いコラーゲンの束によって特徴づけられる。弾性線維は真皮の上層では密度が高く、その下部の領域では局所的に欠如している。線条と正常な皮膚との境界には、曲がって崩壊した、網目状の弾性線維が存在する場合がある。こうした症状は、MFS患者の皮膚のクモの巣様の外観の原因となっている。
MFSの管理は生活様式に対する助言、理学療法、投薬、手術など多岐にわたり、身体活動を制限するための生活様式のカウンセリングや、心内膜炎の予防、大動脈連続撮影検査、大動脈保護のためのβブロッカー投与、予防的な大動脈基部置換術などが行われる。MFSの成人患者に対しては、感情的・身体的ストレスを軽減すること、また格闘技、サッカー、野球といった負担の大きいスポーツから水泳、自転車、ジョギングなどの負担の少ない運動へ切り替え、心拍数を110未満に維持することが推奨される。小児に対しても、同様のガイドラインに従って適切な管理を行うことが推奨される。
MFSは染色体15q21.1に位置するFBN1遺伝子の変異によって引き起こされ、フィブリリン1が形成する構造体に異常が生じる。フィブリリン1は約350 kDa、2871アミノ酸からなるシステインに富む糖タンパク質であり、結合組織の細胞外マトリックスにおいてエラスチンから弾性線維への形成を担う。結合組織の脆弱性によって血管壁は内圧に耐えることができなくなり、通常は大動脈瘤の形成につながる。フィブリリン1の欠陥はTGF-βの上昇をもたらし、このこともMFSと直接関係している。

## マルファン症候群におけるTGF-βの役割
TGF-βは、胚発生、細胞成長、アポトーシスの誘導、コラーゲン産生の増大、細胞外マトリックスのリモデリングを担う傍分泌型調節タンパク質である。細胞から分泌されたTGF-βは、PAI-1の産生とSmad2のリン酸化を刺激する。TGF-βは、前駆体タンパク質のN末端部分に由来するlatency associated protein（LAP）と結合して、small latent complex（SLC）を形成する。その後、SLCは3種類の潜在型TGF-β結合タンパク質（LTBP1、LTBP3、LTBP4）のいずれかと結合したlarge latent complex（LLC）として細胞外へ分泌される。LLCはLTBPを介してフィブリリン1のミクロフィブリルに接着し、TGF-βを不活性な状態で保持する。TGF-βは一連の調節機構を介してのみ活性化されることで、胚発生における適切な機能が維持されている。MFSではフィブリリン1の変異によってLLCがミクロフィブリルに接着することができなくなり、細胞外空間における活性型TGF-β濃度が上昇する。細胞外マトリックスによって隔離されなかったLLCは、プロテアーゼ依存的・非依存的過程による活性化に対して脆弱である。MFS患者の組織では、TGF-βの活性化因子（MMP2やMMP9）やリガンドも高レベルで存在していることが知られている。細胞外マトリックスへの隔離の異常や、LLCの活性化の増大によって、TGF-βは複合体または遊離型として全身循環に到達する場合がある。TGF-βはその受容体と複合体を形成し、リン酸化カスケードを開始する。このリン酸化によって、大動脈瘤や弁逸脱などの欠陥が引き起こされる。
大動脈基部拡張症、肺気腫、房室弁の異常、骨格筋のミオパチーといったMFSの臨床症状は、TGF-βの活性化やシグナル伝達の変化によって誘導される。大動脈特異的な症状は、大動脈壁における過剰なTGF-βシグナルと密接に関連している。TGF-β中和抗体の全身投与によってTGF-βの作用に拮抗することで、MFSと関係した大動脈の病理の発症、具体的には大動脈壁の変化や進行性の大動脈拡張は回避される。TGF-βへの拮抗はMFSの他の症状も低減し、筋肉の再生、構築、強化、肺胞形成、僧帽弁の形態の維持を補助する。また、アンジオテンシンII1型受容体（AT1受容体）拮抗薬であるロサルタンも、TGF-βの発現と活性化を阻害することでTGF-βシグナルに拮抗することが知られている。ロサルタンはβブロッカーとは独立に、または共に機能し、MFSの病理である大動脈径の変化率を低下させる。

## FBN1遺伝子の変異
FBN1遺伝子は15番染色体に位置する約200 kbの長さの遺伝子で、そのコーディング配列は65個のエクソンに分割されており、フィブリリン1タンパク質をコードしている。フィブリリン1はシステインに富む約350 kDaの巨大な糖タンパク質であり、主にEGF様モジュールのタンデムリピートから構成される。これらのドメインはカルシウム結合性EGF様モチーフ（cbEGF-like motif）であり、弾性組織・非弾性結合組織の物理的性質に寄与している。こうした組織のミクロフィブリルは、フィブリリン1とフィブリリン2の双方からなるヘテロ重合体である。
フィブリリン1の変異は、MFSの主要な原因である。多くの場合、変異はミクロフィブリルの重合過程に干渉し、ドミナントネガティブ作用を示す。
FBN1遺伝子に生じている変異には次のようなものがある。
1. システインやその他カルシウムの結合に関与する残基の一塩基置換によるミスセンス変異
2. ナンセンス変異またはフレームシフトによって生じた上流の終止コドン
3. エクソン性スプライシング部位の変異によって生じた挿入、または隠れたスプライス部位の形成による欠失
4. イントロン性スプライシング部位の塩基置換によって生じた選択的スプライシングやエクソンスキッピングまたは欠失

こうした変異の組み合わせによって、フィブリリン1は適切に発現しなくなる。一般に、疾患表現型と遺伝子型との相関はみられない。
一方、cbEGF様ドメインのC1-C2またはC3-C4ジスルフィド結合に非同義置換が生じた場合にはMFSの発生頻度と重症度が高くなり、システインが正しい位置でジスルフィド結合を形成していることが構造的完全性に重要であることが示唆される。C5-C6ジスルフィド結合の変異では一般的にMFSの重症度は低くなる。変異が生じたシステインの位置も表現型に影響を及ぼすようであり、エクソン13のC538P、エクソン14のC570R、エクソン15のC587Yといった近くに位置する変異では眼に関連した類似した症状、具体的には水晶体偏位がみられる。
FBN1にみられる一般的多型はヒトの他の表現型にも影響を及ぼす。一例として、ペルー人集団に広くみられる多型（E1297G）は、平均2.2 cmの身長低下を引き起こす。

## 臨床的意義
FBN1の変異は、マルファン症候群（MFS）、Marfanoid–progeroid–lipodystrophy syndrome、常染色体優性型のマルケサーニ症候群、水晶体偏位、MASS症候群、シュプリンツェン-ゴールドバーグ症候群と関係している。FBN1やFBN2の変異は思春期特発性側弯症とも関係している。

## 関連文献
- “Fibrillin-1 mutations in Marfan syndrome and other type-1 fibrillinopathies”. Human Mutation 10 (6):  415–23. (1998). doi:10.1002/(SICI)1098-1004(1997)10:6<415::AID-HUMU1>3.0.CO;2-C. PMID 9401003.
- “The molecular genetics of Marfan syndrome and related microfibrillopathies”. Journal of Medical Genetics 37 (1):  9–25. (January 2000). doi:10.1136/jmg.37.1.9. PMC 1734449. PMID 10633129.
- “Fibrillin-1, a calcium binding protein of extracellular matrix”. Biochimica et Biophysica Acta (BBA) - Molecular Cell Research 1498 (2–3):  84–90. (December 2000). doi:10.1016/s0167-4889(00)00085-9. PMID 11108952.
- “Mutations of FBN1 and genotype-phenotype correlations in Marfan syndrome and related fibrillinopathies”. Human Mutation 20 (3):  153–61. (September 2002). doi:10.1002/humu.10113. PMID 12203987.
- “Ectopia lentis phenotypes and the FBN1 gene”. American Journal of Medical Genetics. Part A 126A (3):  284–9. (April 2004). doi:10.1002/ajmg.a.20605. PMID 15054843.
- “Treatment of aortic disease in patients with Marfan syndrome”. Circulation 111 (11):  e150-7. (March 2005). doi:10.1161/01.CIR.0000155243.70456.F4. PMID 15781745.
- “Molecular genetics of Marfan syndrome”. Current Opinion in Cardiology 20 (3):  194–200. (May 2005). doi:10.1097/01.hco.0000162398.21972.cd. PMID 15861007.
- “Fibrillin-1 misfolding and disease”. Antioxidants & Redox Signaling 8 (3–4):  338–46. (2006). doi:10.1089/ars.2006.8.338. PMID 16677079.